# Calciano
Calciano község (comune) Olaszország Basilicata régiójában Matera megyében.

## Fekvése
Calciano egy 425 méter magas domb tetején épült ki a megye északnyugati részén. 

## Története
Az ókori település az i.e. 383-as árvizek során elpusztult. Első írásos említése a 11. századból származik. A vár és a templom köré épült települést 1235-ben egy újabb árvíz, majd 1248-ban egy földrengés pusztította el. Ekkor elnéptelenedett, területét a szomszédos Tricaricóhoz csatolták. A következő évszázadokban lassan ismét benépesült. Miután a Nápolyi Királyságban felszámolták a feudalizmust Garaguso majd Oliveto Lucano része lett. 1913-ban vált önálló községgé.

## Népessége
A népesség számának alakulása:

## Főbb látnivalói
- Sziklatemplom (Chiesa della Rocca) (13-14. század)
- San Giovanni Battista-templom (16. század)
- Santissima Maria di Serra Cognato) (12. század)